# Nibok
Nibok [ˈniːbœk] je okrug u otočnoj državi Nauru, na zapadu otoka. Na zapadu graniči s okrugom Denigomodu, na jugu s Buadom, na jugoistoku s Anibareom i na sjeveroistoku s okrugom Uaboe. U Niboku se nalaze radionice NPC-a, kapelica i jedna mala škola (Nibok Infant). Ovaj okrug dio je izbornog okruga Ubenide.